# Rhonard

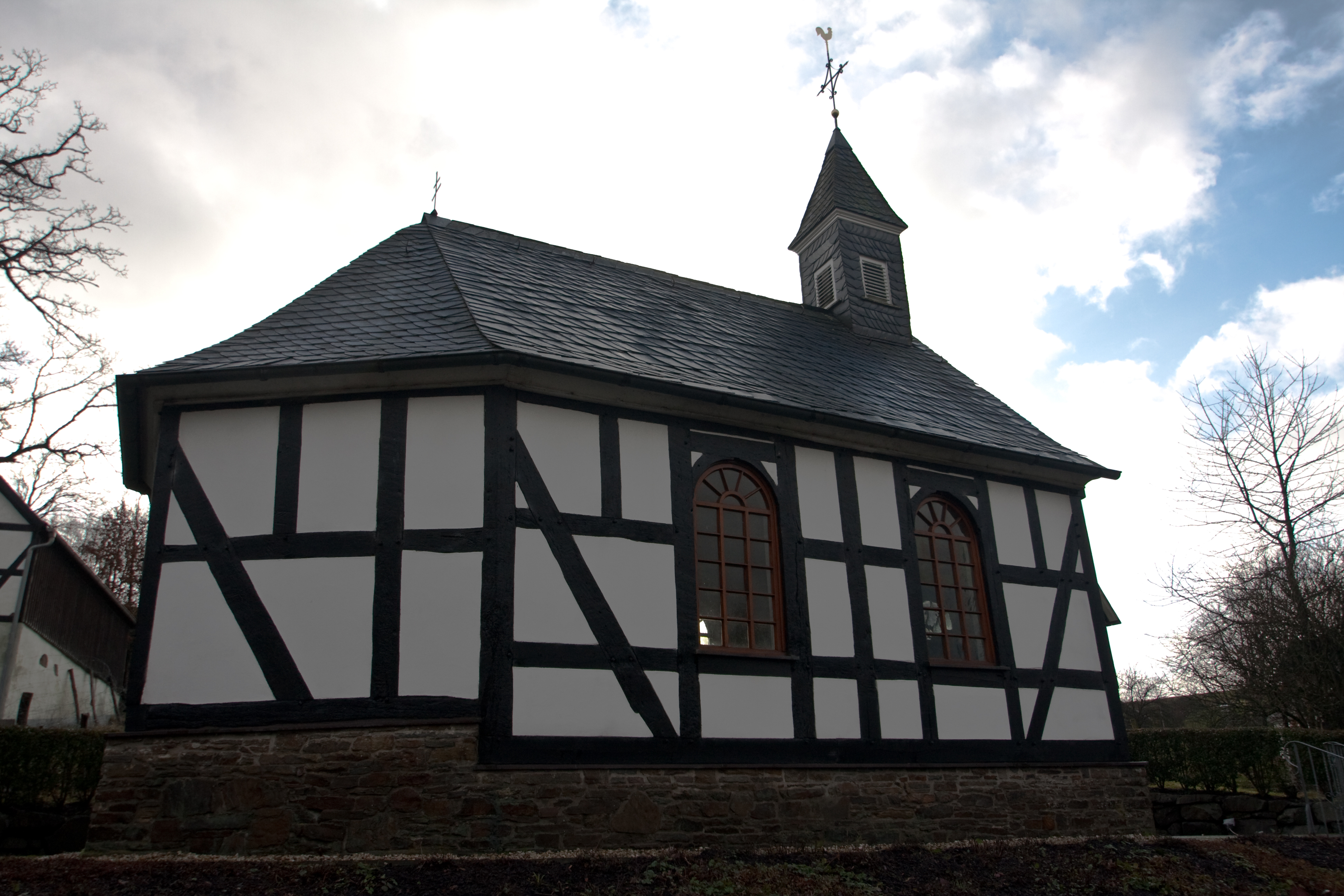
Außenansicht der Kapelle St. Joseph in Rhonard

Rhonard ist ein Ortsteil der Kreisstadt Olpe und hat 58 Einwohner.

## Geografie
Der Ort liegt südlich von Olpe zwischen Altenkleusheim, Thieringhausen und Günsen.

## Geschichte
Der Name Rhonard bedeutet gerodete Hard (gerodeter Bergwald). Im Jahre 1383 wurde Rhonard erstmals urkundlich erwähnt, weil die Gemeinde Helden Einkünfte aus einer Mühle zu Rodenhart verzeichnete. Viele der alten Bauernhöfe sind im Fachwerkstil gebaut, so die Kapelle St. Josef aus dem Jahre 1842/45 und das alte Backhaus. Außerdem gibt es einen Dorfteich. Von Bedeutung war in der Frühen Neuzeit der Bergbau am Rhonarderzug.